# Timoteüs IV (III)
Timoteüs IV (III) (gestorven in 535) was patriarch van Alexandrië van 517 tot 535.

## Context
Na het Concilie van Chalcedon in 451 ontstond er een schisma tussen het Grieks-orthodox patriarchaat van Alexandrië en de Koptisch-Orthodoxe Kerk. Tijdens het schisma werd in 460 onder de Grieks-orthodoxen de patriarch Timoteüs III gekozen, die niet werd erkend door de Koptisch-Orthodoxen, vandaar III & IV.
Tijdens zijn ambtsperiode kwam er een einde aan het Acaciaans schisma. De keizers Justinus I en Justinianus I probeerden de facties pro-Chalcedon en anti-Chalcedon terug met elkaar te verzoenen. Timoteüs zelf was een miafysit.